# 哈羅德·布萊德
哈羅德·雪梨·布萊德（英語：Harold Sydney Bride，1890年1月11日—1956年4月29日）是一名英國電報員，為英國皇家郵輪鐵達尼號試航及首航期間隨船初級電報員及生還者。
當鐵達尼號在1912年4月14日23時40分撞上冰山後，布萊德便和他的資深同事傑克·菲利浦一同負責向附近的船隻發送CQD遇險呼叫，因而使卡柏菲亞號客輪得以救起上千名倖存者。接下來，這兩位電報員仍然堅守他們的職責，一直收發電報，直到鐵達尼號的電力消耗殆盡為止。随後，當他們所在的頂層甲板淹沒後，布萊德遭海水冲走，但他仍設法爬到翻倒的B折疊艇，並於日出後由卡柏菲亞號救起。布萊德雖然受傷，但他仍協助卡柏菲亞號上的電報員向岸上發送生還者名單和個人消息。

## 早年經歷
1890年1月11日，哈羅德·布萊德出生於英格蘭倫敦，他是亞瑟·布萊德（Arthur Bride） 和瑪麗·安·布萊德（Mary Ann Lowe）的兒子，同時也是家裡5個孩子中最年輕的一位。布萊德自小便和家人住在倫敦布羅姆利區，小學畢業後，布萊德決定當一名電報員，學習無線通訊技術。1911年7月完成學業後，進入馬可尼公司工作。他首先是在哈弗福德號上擔任電報員，随後又在Beaverford號、法國號、盧西塔尼亞號及安塞爾姆號上任職。

## 擔任鐵達尼號初級電報員
1912年，布萊德來到位於愛爾蘭島的貝爾法斯特，擔任鐵達尼號的高级電報員傑克·菲利浦的助手。有故事聲稱，布莱德在鐵達尼號首航前就認識菲利浦，不過布萊德堅稱在抵達貝爾法斯特前，兩人從來沒見過面。4月10日，鐵達尼號離開英格蘭南安普敦港，展開前往美國紐約的首航。在航行期間，布萊德和菲利普都在頂層甲板上的馬可尼電報室工作，負責向外發送鐵達尼號乘客的私人訊息，同時接收其他船隻發送的冰山警報。起航一天之後的4月11日，菲利普和布萊德一起慶祝了菲利普的25歲生日，同時一起享用了頭等餐廳的糕餅。
1912年4月14日晚間，布萊德已經休班就寢，他預計在午夜時分（比平常提前兩個小時）接替傑克·菲利浦的班。由於先前電報設備損壞，所以菲利普正忙於將先前積壓的數百封乘客私人信息發送到紐芬蘭開普雷斯的電報中繼站。23時40分，鐵達尼號與冰山發生碰撞，布萊德醒来，詢問菲利普發生了什麼事。菲利普回答說，他們撞到了什麼東西；而布萊德得知情況後，開始準備值班。隨後，船長愛德華·約翰·史密斯進入電報室，指示布萊德和菲利普發出求救信號。午夜後不久，船長又走了進來，告訴他們鐵達尼號現在要請求救援，同時給了他們船的座標位置。

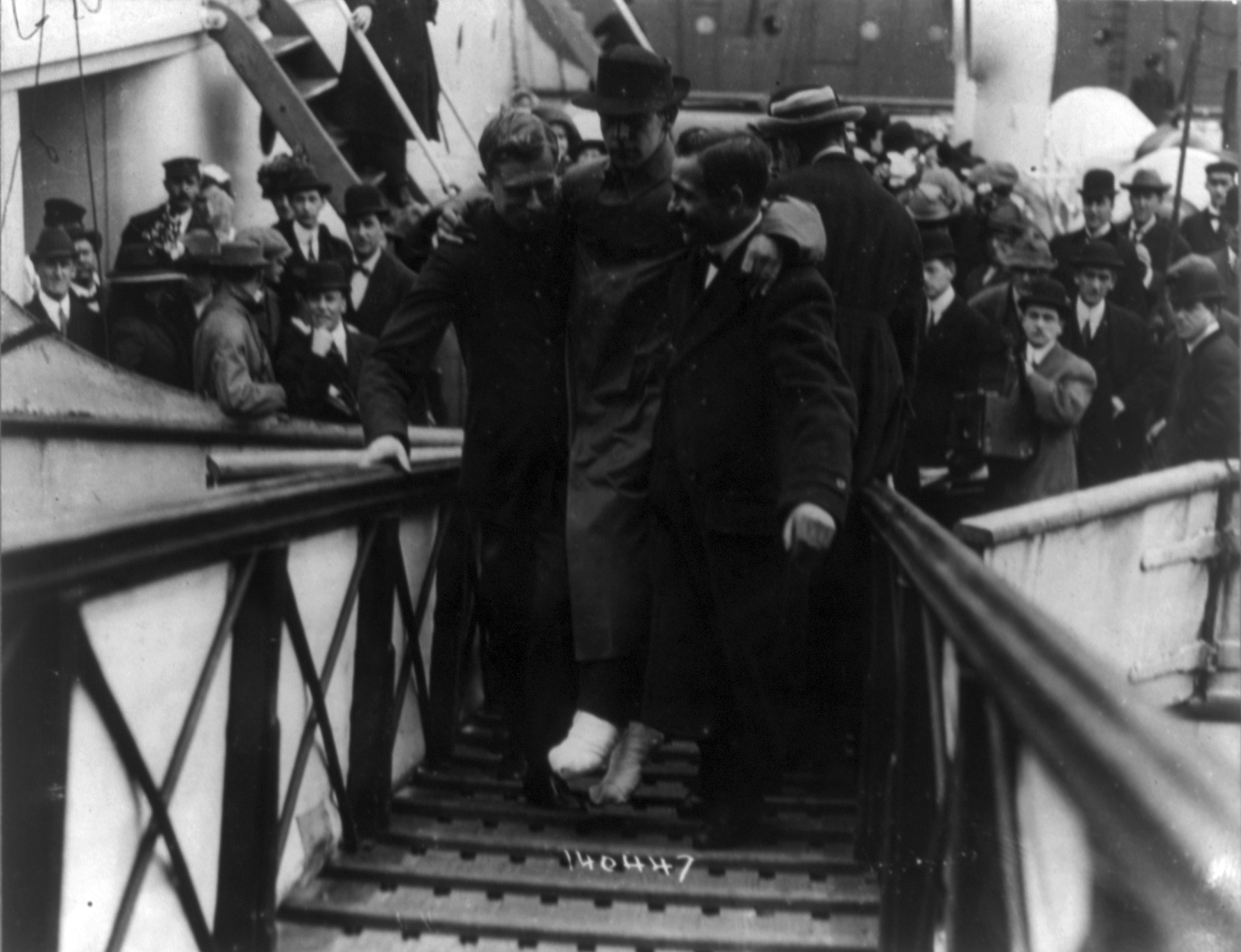
鐵達尼號沉沒事故後，受傷的布萊德被人攙扶下船。

很快，傑克·菲利普發出「CQD」遇險呼叫，而布萊德持續將訊息送給船長，定期更新卡柏菲亞號等附近船隻的聯絡進度。然而，即使是距離最近並得到回覆的卡帕西亞號，也無法在鐵達尼號沉沒前趕到事發海域。布萊德曾向菲利普提議，使用新的「SOS」求救訊號，同時開玩笑說：「這可能是你最後一次發送訊號的機會」。随後，菲利普曾短暫休息去觀察外面的情況，布萊德接手電報機的工作。然後菲利普回到電報室，告訴布萊德：「船的前部被淹，我們應該穿上更多的衣服和救生衣」。布萊德開始準備，菲利普則回到電報設備前繼續向外拍發求救訊號。
凌晨2點之後，電報設備的電源供應開始不穩定，當時船長前往電報室指示他們各自逃命。之後，菲利普依然繼續在電報機上工作，而布萊德則出去拿一些個人物品和財物。當他返回後，發現一名機房工人潛入電報室，並企圖偷走菲利浦的救生衣。當菲利浦站起身來時，布萊德抓住並撞昏了那名男子。當他們都跑出電報室時，海水已經開始淹進去。兩位電報員走向相反的方向，菲利普朝船尾走，布萊德朝著B折疊艇的方向走。同一時間，海水沖過頂層甲板，將翻倒的救生艇和許多人掃入大海，布萊德也被海水沖倒，並且遭B折疊艇蓋住。不過他自行從救生艇下逃離，然後爬上翻倒的B折疊艇。儘管B折疊艇已經開始緩慢下沉，不過他以及踩在上面的其餘27名男子倖存下來。日出後，4號和12號救生艇大約在6時30分發現瀕臨沉沒的B折疊艇，並將他們安全轉移過去。最終，他們都由卡帕西亞號救起，順利脫險。
在「卡帕西亞號」上，受重傷的布萊德曾短暫休息，隨後又協助卡帕西亞號上的電報員哈羅德·科塔姆向陸地發送大量生還者的個人信息。根據資料庫網站「鐵達尼號百科全書」上的說法，布萊德和科塔姆在鐵達尼號沉沒事故之前就認識，同時也是好朋友。在鐵達尼號沉沒很多年之後，他們依然保持著聯繫。

## 鐵達尼號沉沒後的經歷
由於腳上的傷勢（一隻腳嚴重扭傷，而另一隻腳則凍傷），布萊德只能被人從卡帕西亞號抬下來。接著在纽约會見了他的僱主古列爾莫·馬可尼、並接受《紐約時報》獨家採訪（後來題為《鐵達尼號倖存電報員的驚險故事》），獲得1,000美元的酬勞。布萊德在美國參議院鐵達尼號沉沒調查及英國沉船專員鐵達尼號沉沒調查中提供了證詞，闡述在鐵達尼號沉沒當晚發生的事情以及收到哪些冰山警報。
儘管布萊德在英國以及美國調查中是一名關鍵證人，不過他在鐵達尼號沉沒後一直保持低調。在鐵達尼號起航前的1912年3月16日，他與梅布爾·勒德洛（Mabel Ludlow）訂婚。不過當他在同年9月遇到露西·唐尼（Lucy Downie） 後，他便與梅布爾解除婚约。布萊德與露西在1920年4月10日结婚。根據1912年8月從倫敦到墨爾本的航線記錄，顯示布萊德在麥地那號上任職，他是代表馬可尼公司的電報員。在第一次世界大戰期間，他在Mona’s Isle號蒸汽船上擔任電報員。一戰結束後的1922年，他和露西搬到了蘇格蘭格拉斯哥，布萊德在那裡擔任售貨員。他們共育有3個子女。

## 逝世
1956年4月29日，布萊德因罹患肺癌在格拉斯哥逝世，享壽66歲。他的遺體在格拉斯哥火化，其骨灰則撒在火葬場教堂的花園裡。

## 登場作品
- 大衛·麥卡林（英语：David McCallum）飾（1958年）——《此夜永難忘》（電影）
- 巴里·佩珀飾（1996年）——《鐵達尼號》（電視劇）
- 克雷格·凱利（英语：Craig Kelly (actor)）飾（1997年）——《鐵達尼號》（電影）
- 西恩·貝瑞（英语：Cian Barry）飾（2012年）——《鐵達尼號（英语：Titanic (2012 miniseries)）》（電視劇）

## 外部連結
- 來自哈羅德·布萊德的LibriVox公共領域有聲讀物